# Graafsebrug
Die Graafsebrug ist eine Straßenbrücke über den Maas-Waal-Kanal in der niederländischen Gemeinde Nijmegen. Sie überführt die Provinzialstraße N 326.

## Geschichte

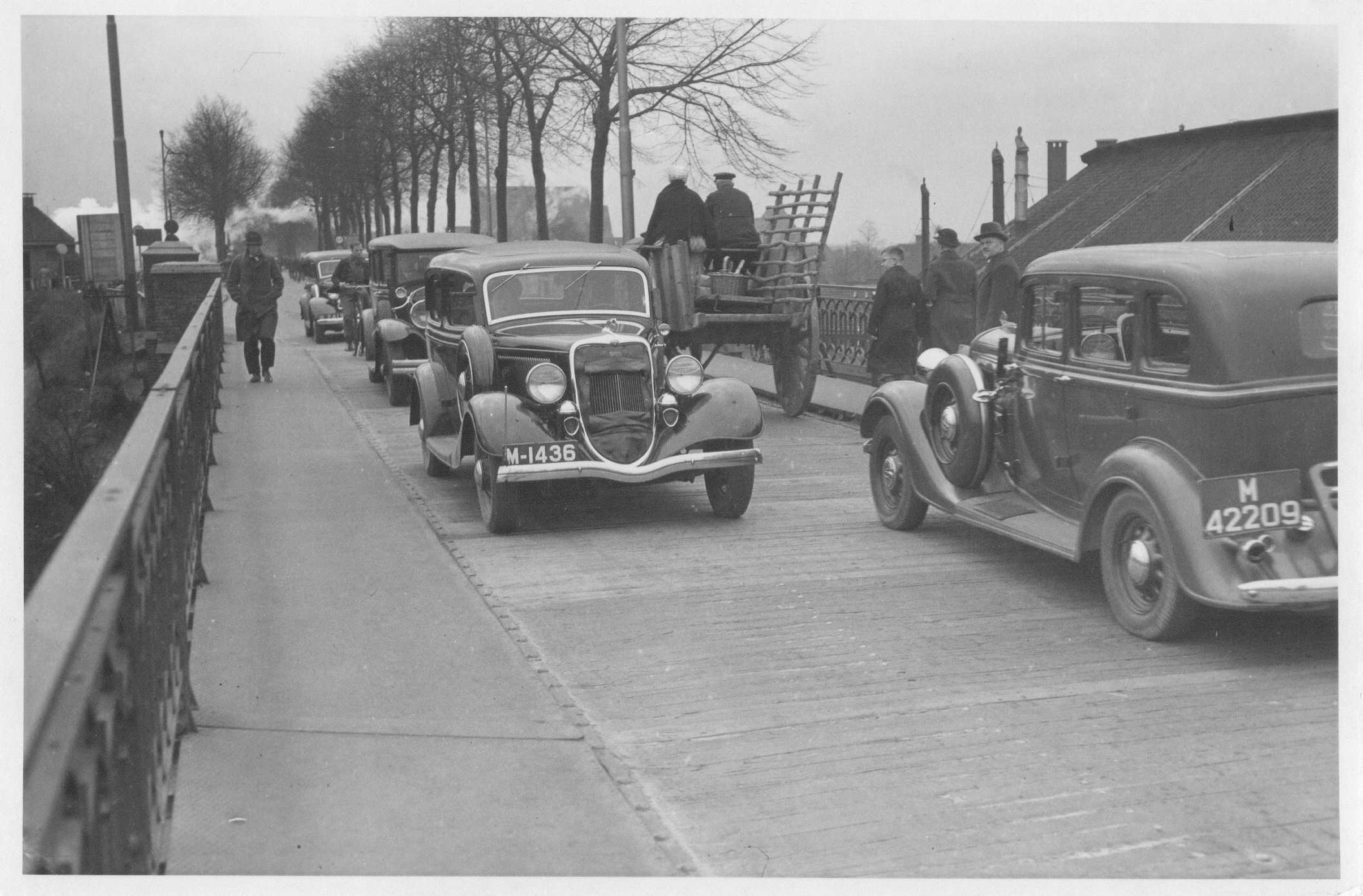
Die alte Brücke vor ihrer Zerstörung (1939)

Im Jahre 1924 wurde eine erste Brücke des Typen Fachwerk angelegt. Am 10. Mai 1940, dem Tag der Invasion der deutschen Wehrmacht, sprengte eine niederländische Genietruppe. Im Laufe des Zweiten Weltkrieges wurde die Brücke wiederaufgebaut. Jedoch wurde sie bei der Operation Market Garden am 17. September 1944 erneut schwer beschädigt. Die heutige Brücke wurde im Zuge der Verbreiterung des Maas-Waal-Kanals in den Jahren 1973 bis 1974 gebaut, um ihren Vorgänger zu ersetzen. Am 4. März 2008 wurde eine Erhöhung der Brücke um 35 Zentimeter abgeschlossen. Damit sollte beabsichtigt werden, dass größere Containerschiffe den Kanal befahren können.